# Gelbe Pappel-Keulhornblattwespe
Die Gelbe Pappel-Keulhornblattwespe (Cimbex luteus) ist eine Pflanzenwespe (Symphyta) aus der Familie der Keulhornblattwespen (Cimbicidae) und der Gattung Cimbex. Der zweite Teil des binominal-wissenschaftlichen Namens – der Artname – verweist auf das Aussehen der Wespe (von lat. luteus = „goldgelb“). Wie alle vier Cimbex-Arten ist auch die Gelbe Pappel-Keulhornblattwespe gemäß der Anlage 1 zur Bundesartenschutzverordnung in Deutschland gesetzlich geschützt. Ferner wird sie in der vom Bundesamt für Naturschutz herausgegebenen Roten Liste gefährdeter Tiere, Pflanzen und Pilze Deutschlands in der Kategorie 2 und somit als „stark gefährdet“ klassifiziert.

## Beschreibung

### Imago
Die Wespe erreicht Körperlängen zwischen 16 und 28 Millimetern; am häufigsten treten Individuen mit etwa 25 Millimetern Länge auf. Die Flügelspannweite kann bis zu 50 Millimeter betragen und die geäderten Flügel selbst sind durchscheinend glashell mit rauchbraunen, dunkleren Enden und Rändern. Die Beine sind braunrot gefärbt.
Wie alle Arten der Gattung Cimbex besitzt auch die Gelbe Pappel-Keulhornblattwespe ein auffällig halbrund ausgeschnittenes erstes Hinterleibssegment mit einer häutigen Blöße. Kennzeichnendes und namensgebendes gemeinsames Merkmal in der Familie der Keulhornblattwespen sind die vier- bis siebengliedrigen Fühler, die am Ende deutlich zu einer charakteristischen Keule verdickt sind. Bei Cimbex luteus besitzen diese clavaten Antennen vier Segmente. Ein weiteres typisches – auch in diesem Fall angetroffenes – Erkennungsmerkmal der Familie ist ein breites, seitlich gerändeltes, nach oben gewölbtes und unterseits flaches Abdomen.
Dominant in der Farbzeichnung der Weibchen sind primär Gelb und sekundär Braun. Cimbex luteus weist hierbei viele Ähnlichkeiten zur Erlen-Keulenhornblattwespe (Cimbex connatus) auf und kann mit dieser verwechselt werden. Die Farbgebung ist das entscheidende Unterscheidungskriterium, denn Cimbex luteus hat – ihrem deutschen Trivialnamen Rechnung tragend – deutlich mehr gelbe Körperpartien als Cimbex connatus, beispielsweise in sehr viel ausgedehnteren gelben Flächen am Abdomen. Der Thorax ist in der Regel hellorange-bräunlich gefärbt und die Rückseite des Kopfes sowie das Scutellum sind durch Punktierung und dichtere Härchen mattiert. Hinter dem Kopf befindet sich auf dem Thorax ein einzelner schwarzer Fleck. Häufig sind alle Segmente des Abdomens gelblich gefärbt; das Abdomen kann teilweise auch mit dunkelvioletten Binden versehen sein. Bei dunkleren Individuen können das erste und das zweite Tergit vollkommen braun sein, während das dritte Tergit höchstens eine schmale braune Zentralzeichnung aufweist (bei Cimbex Connatus ist das dritte Tergit hingegen nahezu komplett braun mit lediglich schmalen gelben Rändern). Darüber hinaus hat die Gelbe Pappel-Keulhornblattwespe verglichen mit der Erlen-Keulenhornblattwespe kleinere, stumpfere Mandibeln, die zudem deutlicher voneinander separiert sind. 
Bei Cimbex luteus tritt ein markanter Sexualdimorphismus auf. Die männlichen Exemplare weisen eine schlankere Gestalt auf als die weiblichen und sind im Gegensatz zu diesen nahezu durchgehend sehr dunkel gefärbt. Lediglich das ovale, erste Abdominalsegment trägt die hellgelbe Färbung der häutigen Blöße.

### Larve

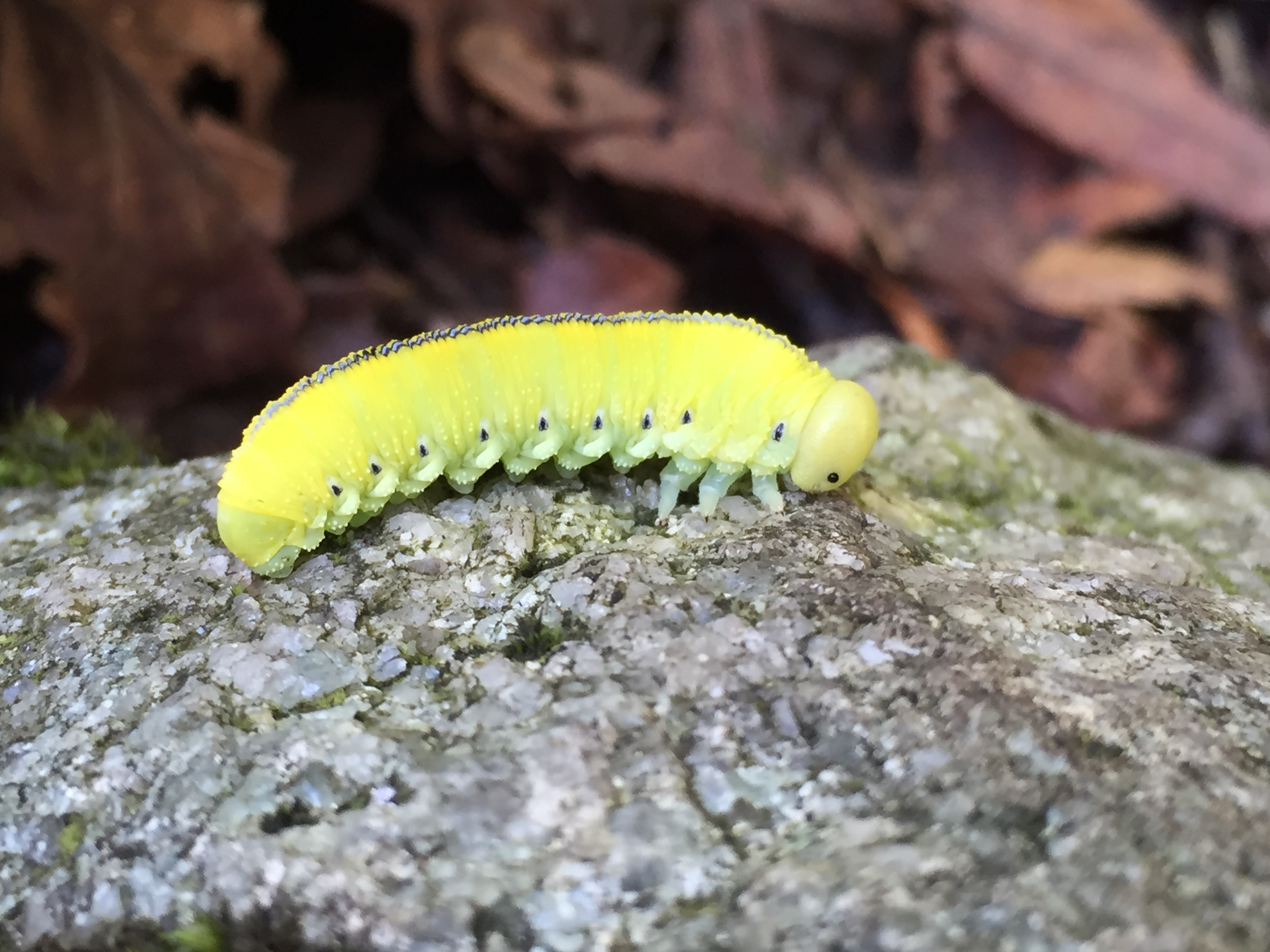
Afterraupe der Gelben Pappel-Keulhornblattwespe. Deutlich zu erkennen ist die einzelne, lateral verlaufende Reihe schwarzer Punkte, die sie von den Larven der Erlen-Keulhornblattwespe unterscheidet.

Die ausgewachsenen Larven der Gelben Pappel-Keulhornblattwespe – sogenannte Afterraupen – sind vergleichsweise dick und bis zu 40 Millimeter lang. Sie ähneln ebenfalls jenen von Cimbex connatus, weisen aber mit fortgeschrittenem Alter eine intensivere Gelbfärbung auf. Darüber hinaus besitzen sie lediglich eine lateral verlaufende Reihe schwarzer Punkte, die Larven von Cimbex connatus hingegen zwei. Zudem hat der dunkle Dorsalstreifen der Cimbex luteus-Larven eine leuchtend blaue Mittelfüllung. Die Larven verfügen über acht Bauchfußpaare, wobei das erste Abdominalsegment beinlos ist. In Addition mit den sechs Brustbeinen der Thoraxsegmente haben sie insgesamt 22 Füße.

## Verbreitung
Das Hauptverbreitungsgebiet der Gelben Pappel-Keulhornblattwespe erstreckt sich auf dem europäischen Kontinent. Hier fehlt sie allerdings auf der Insel Irland, auf allen Mittelmeerinseln, auf der Iberischen Halbinsel, in Norwegen, Island und Nordosteuropa sowie in Teilen der Balkanhalbinsel. Außerhalb Europas sind Vorkommen in Sibirien, Japan sowie auf der Koreanischen Halbinsel belegt. Trotz der somit vergleichsweise weiten Verbreitung sorgen eine mitunter sehr niedrige Populationsdichte und die versteckte Lebensweise der adulten Tiere dafür, dass sie oft als kaum vorhanden wahrgenommen werden, während die Larven wesentlich einfacher und häufiger zu beobachten sind.

## Lebensweise
Die Weibchen bevorzugen zur Eiablage vor allem Weiden, Pappeln und Erlen, seltener auch Birken. Sie sägen – meist auf der Unterseite der Blätter oder am Blattrand – einen taschenförmigen Einschnitt in die Blattspreite, in den hinein sie die 50 bis 80 zylindrischen Eier ablegen. Die Schnitte verheilen über den Eiern, wodurch diese vor Fressfeinden und vor der Witterung geschützt sind. Die Larven ernähren sich anschließend frei fressend von den Blättern. In ihrer Ruhestellung sitzen sie zusammengerollt an der Blattunterseite. Sie sind nachtaktiv und fressen, sobald es dunkel ist, vom Blattrand ausgehend. Nach etwa fünf bis sechs Wochen bauen sie im trockenen Laub am Boden oder auch in Rindenritzen ihres Wirtsbaumes einen hartschaligen Kokon, in dem sie überwintern. Sie verpuppen sich im Frühjahr. Zwischen Mitte April und Juli fliegen schließlich die geschlüpften Imagines, leben aber individuell jeweils nur wenige Tage. Diese adulten Tiere sind sehr gute und vor allem schnelle Flieger, die sich von den Pflanzensäften der erwähnten Bäume ernähren. Hierzu ritzen sie junge Zweige oder Triebachsen an, um an den austretenden Saft zu gelangen.

Gelbe Pappel-Keulhornblattwespe auf einer Strand-Grasnelke
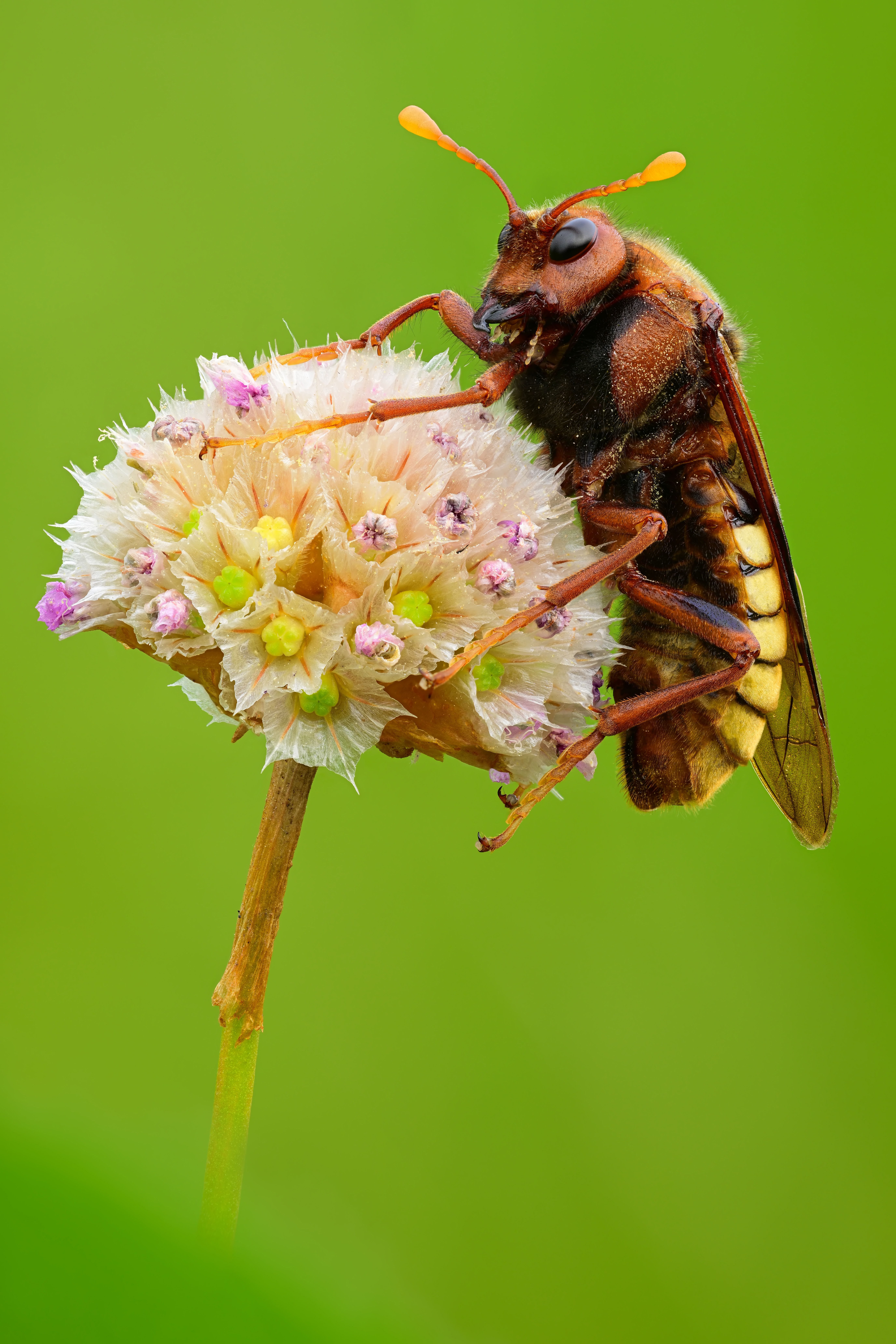
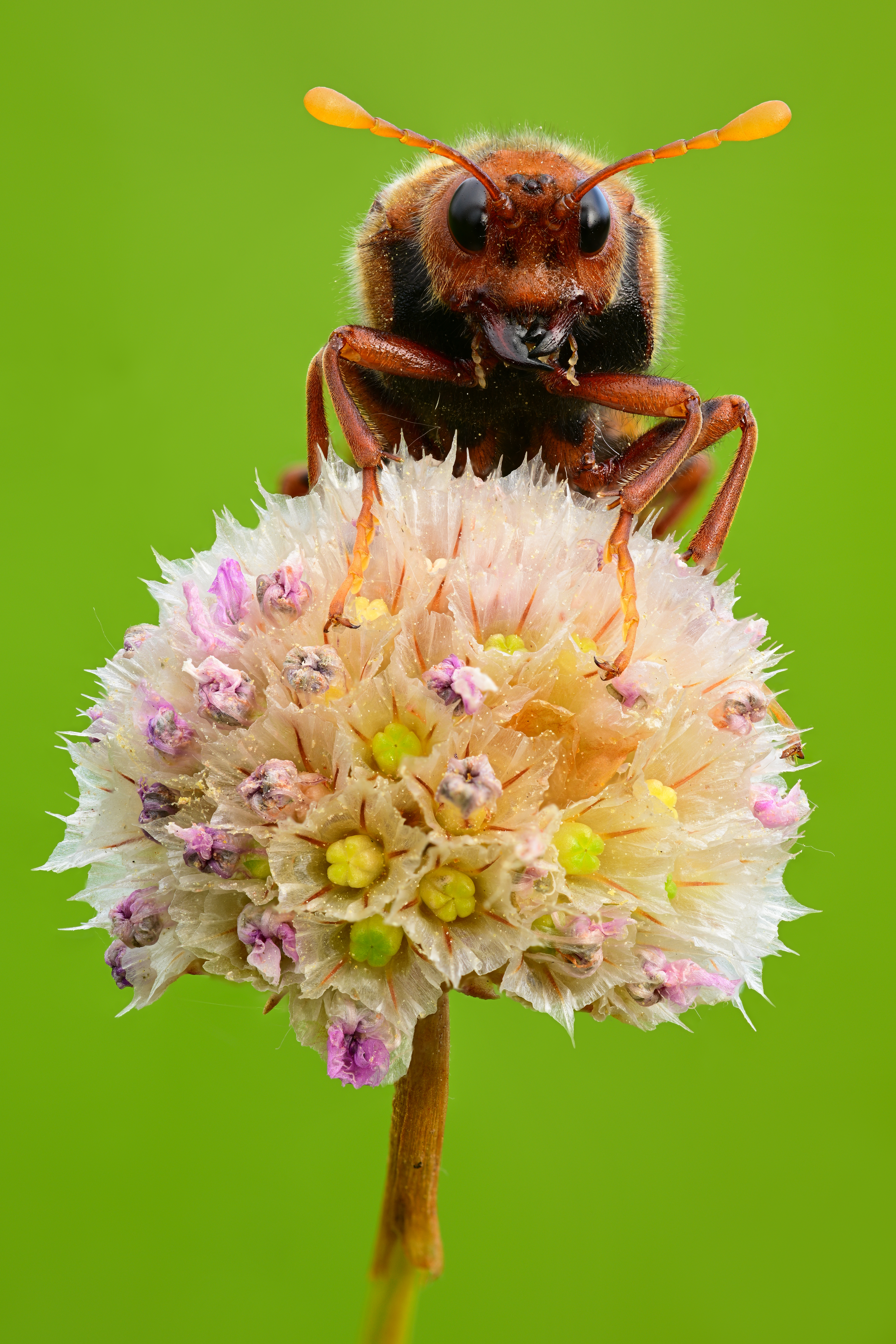
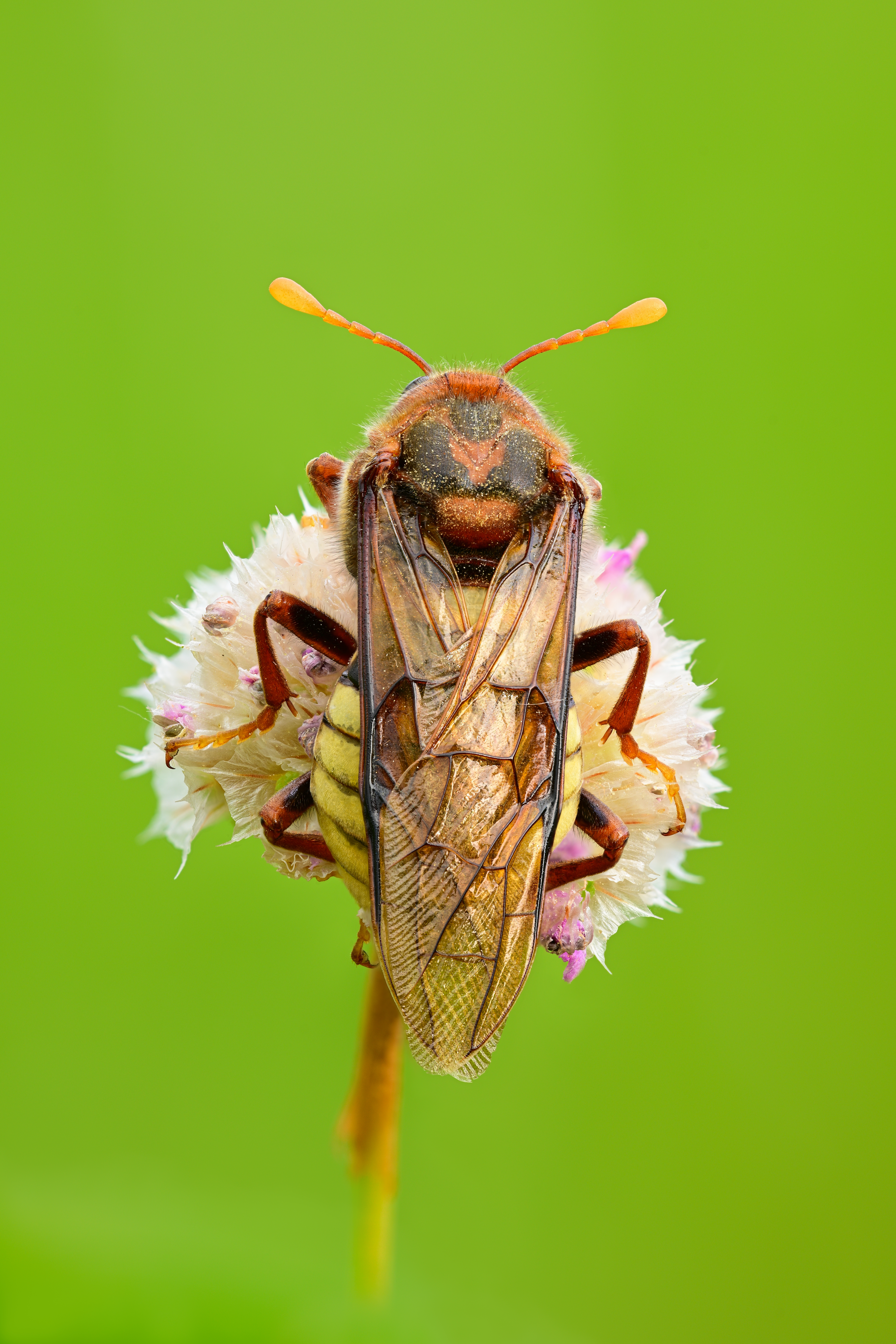

Sowohl hinsichtlich der Größe als auch der Farbtracht zeigen die Weibchen von Cimbex luteus ein Hornissen-Mimikry. Gleichwohl sieht sich die Art einem breiten Spektrum an Feinden gegenüber. Abgesehen von Fressfeinden stellen für die Gelbe Pappel-Keulhornblattwespe vor allem Ei-, Larven- und Kokonparasiten sowie Vertreter der Erzwespen-Familie Eulophidae Probleme dar.

## Cimbex luteusals Schädling
Die Gelbe Pappel-Keulhornblattwespe ist mindestens seit Anfang des 20. Jahrhunderts als Forstschädling an Pappel und Weiden bekannt. Die größte Gefahr geht von den adulten Exemplaren aus, die bei der Nahrungssuche junge Zweige oder Triebe ringeln. Da die feinen Einschnitte – die, wenn sie voll umgreifend sind, einen geschlossenen Ring oder eine Spirale bilden – das Periderm betreffen und zumeist so oberflächlich sind, dass das Kambium nicht entfernt wird, bedingen die Aktivitäten von Cimbex luteus in der Regel nicht das Absterben der Gewächse. Dadurch können die Fraßspuren unter normalen Umständen wieder komplett überwallt werden. Dies hat zur Folge, dass die Triebe an den entsprechenden Stellen stark verdicken und die Wunden geschwulstartig aufgetrieben erscheinen.
Ein Problem kann sich dadurch ergeben, dass es sich bei Bäumen, die von Insekten als Futterpflanzen genutzt werden, um schnell wachsende Arten handelt. Dadurch besteht die Möglichkeit, dass die Wunden zwar schnell überwallt werden, aber nicht vollständig ausheilen. Dies kann sekundär zu Pilzinfektionen führen, die in den auffälligen Verdickungen der Triebachsen Holzfäule zur Folge haben. Derart angegriffene Bereiche stellen mechanische Schwachstellen dar, die bereits bei geringer Belastung brechen können.
Im Vergleich zu anderen Forstschädlingen ist der Einfluss von Cimbex luteus jedoch untergeordnet. Häufig bleibt der Fraß unbedeutend und insbesondere in älteren Forstkulturen auch oft unerkannt. Besteht dennoch die Notwendigkeit für Gegenmaßnahmen, wird auf Insektizide sowie auf Leimtafeln und Leimbänder zurückgegriffen.

## Forschung
Nach der Erstbeschreibung durch Carl von Linné befassten sich schon August Johann Rösel von Rosenhof und Pietro Rossi deskriptiv mit der Gelben Pappel-Keulhornblattwespe und ihren Larven. Auch der schwedische Entomologe Carl De Geer beobachtete über einen Zeitraum von 18 Monaten die Metamorphose von der Afterraupe bis zum flugfähigen Insekt. Im Jahr 1816 veröffentlichte Everard Home eine Abhandlung, in der er sich unter anderem dem Bewegungsapparat von Cimbex luteus widmete.
Insbesondere in den Niederlanden forschten in den 1930er Jahren zahlreiche Biologen hinsichtlich der Schadwirkung, die von der Gelben Pappel-Keulhornblattwespe ausgeht, sowie eines wirksamen Pflanzenschutzes. So hielt beispielsweise Cornelia Venema-Schaeffer Vorträge diesbezüglich. L. P. de Bussy, Evelyn F. Jacobi, Pieter Adrianus van der Laan und Alexey Diakonoff untersuchten die Wirkung des Insektizides Rotenon. Dabei kamen sie zu dem Ergebnis, dass die Larven von Cimbex luteus „empfindlich“ (nl.: gevoelig) auf eine Bestäubung mit dem getrockneten Pulver von Wurzeln der Tubawurzel (Derris elliptica) reagieren – dies ist die mittlere Stufe ihrer fünfstufigen Wirkskala. In Österreich wird die Schadwirkung der Gelben Pappel-Keulhornblattwespe vor allem auf Energieholz-Plantagen untersucht.
Der überwiegende Teil der sonstigen Forschung behandelt allerdings nicht Cimbex luteus exklusiv, sondern die Familie der Keulhornblattwespen im Allgemeinen mit lediglich einzelnen Erwähnungen von Cimbex luteus.